# محوطه مسطح دارایی
محوطه مسطح دارایی در شهرستان خرم‌آباد، بخش مرکزی، دهستان کرگاه شرقی، روستای دارایی واقع شده و این اثر در تاریخ ۲۲ اسفند ۱۳۸۵ با شمارهٔ ثبت ۱۸۱۸۵ به‌عنوان یکی از آثار ملی ایران به ثبت رسیده است.